# Billaea kosterae
Billaea kosterae är en tvåvingeart som beskrevs av Guimaraes 1977. Billaea kosterae ingår i släktet Billaea och familjen parasitflugor. Inga underarter finns listade i Catalogue of Life.